# Aurora's Dream
Aurora's Dream är en promosingel från 2016 av den amerikanske musikern Serj Tankian och den schweiziska musikern Veronika Stalder. Tankian hade blivit tillfrågad att skriva låten till Aurora Prize-ceremonin, som ägde rum i Jerevan, Armenien den 24 april 2016. Aurora Prize delas ut av organisationen 100 Lives och syftar till att hedra de individier vars handlingar har haft en utomordentlig inverkan för bevarandet av mänskligt liv och främjandet av humanitära mål. Tankian sade själv att "Aurora's Dream" var resultatet av några av hans bästa kompositioner under flera år och han lyfte fram hur hedrad han var över samarbetet med 100 Lives. Låten användes i kortfilmen Aurora, som regisserades av Eric Nazarian.

## Låtlista
Alla låtar är skrivna och komponerade av Serj Tankian, om inte annat anges. 
| Nr | Titel          | Längd |
| -- | -------------- | ----- |
| 1. | Aurora's Dream | 6:50  |